# 和歌山県立和歌山高等学校
和歌山県立和歌山高等学校（わかやまけんりつ わかやまこうとうがっこう）は、和歌山県和歌山市に所在する公立の高等学校。
総合学科が設置されていることから、通称は「和総（わそう）」である。
なお、和歌山市が運営する和歌山市立和歌山高等学校は「市高」（いちこう）と呼ばれて本校と区別される。

## 設置学科
- 総合学科
  - 特進文理系列
  - 基礎教養系列
  - 情報系列
  - 芸術表現系列
  - ビジネス系列
  - 保育系列

## 沿革
- 1978年（昭和53年）4月 - 開校
- 1994年（平成6年）4月 - 総合学科設置
- 2013年（平成25年）4月 - 設置系列を全6系列に改変

## 基礎データ

### 所在地
- 和歌山県和歌山市新庄188

### アクセス
- 自動車 - 阪和自動車道和歌山ICより和歌山県道143号井ノ口秋月線、同県道9号岩手海南線を東へ。約20分[1]。
- 鉄道 - JR和歌山線紀伊小倉駅より南下。徒歩約20分[1]。

## 部活動

### 運動部
- 陸上部
- テニス部
- アーチェリー部
- バドミントン部
- バレーボール部
- バスケットボール部
- 野球部

### 文化部
- 総合音楽部（吹奏楽・軽音楽）
- パソコン部
- 演劇部
- 茶道部
- 華道部
- 家庭部
- 書道部
- 美術部
- 写真部
- 科学部
- 文芸部
- 商業部